# Sesamum trifoliatum
Sesamum trifoliatum är en sesamväxtart som beskrevs av Philip Miller. Sesamum trifoliatum ingår i släktet sesamer, och familjen sesamväxter. Inga underarter finns listade i Catalogue of Life.